# Bidens radiata
Bidens radiata là một loài thực vật có hoa trong họ Cúc. Loài này được Thuill. mô tả khoa học đầu tiên năm 1799.